# Comuna Cornea, Caraș-Severin
Cornea este o comună în județul Caraș-Severin, Banat, România, formată din satele Cornea (reședința), Crușovăț, Cuptoare și Macoviște.

## Demografie
Componența etnică a comunei Cornea
     Români (96,79%)
     Alte etnii (3,21%)
Componența confesională a comunei Cornea
     Ortodocși (96,4%)
     Alte religii (0,39%)
     Necunoscută (3,21%)
Conform recensământului efectuat în 2021, populația comunei Cornea se ridică la 1.556 de locuitori, în scădere față de recensământul anterior din 2011, când fuseseră înregistrați 1.890 de locuitori. Majoritatea locuitorilor sunt români (96,79%). Din punct de vedere confesional, majoritatea locuitorilor sunt ortodocși (96,4%), iar pentru 3,21% nu se cunoaște apartenența confesională.

## Politică și administrație
Comuna Cornea este administrată de un primar și un consiliu local compus din 11 consilieri. Primarul, Pavel Martinescu[*], de la Alianța pentru Unirea Românilor, este în funcție din 1 noiembrie 2024. Începând cu alegerile locale din 2024, consiliul local are următoarea componență pe partide politice:
|  | Partid                          | Consilieri | Componența Consiliului | Componența Consiliului | Componența Consiliului |
|  | ------------------------------- | ---------- | ---------------------- | ---------------------- | ---------------------- |
|  | Alianța pentru Unirea Românilor | 3          |                        |                        |                        |
|  | Partidul Puterii Umaniste       | 2          |                        |                        |                        |
|  | Uniunea Salvați România         | 2          |                        |                        |                        |
|  | Partidul Național Liberal       | 2          |                        |                        |                        |
|  | Partidul Social Democrat        | 1          |                        |                        |                        |
|  | Partidul S.O.S. România         | 1          |                        |                        |                        |

## Personalități născute aici
- Stana Izbașa (n. 1969), cântăreață de muzică populară.

## Legături externe

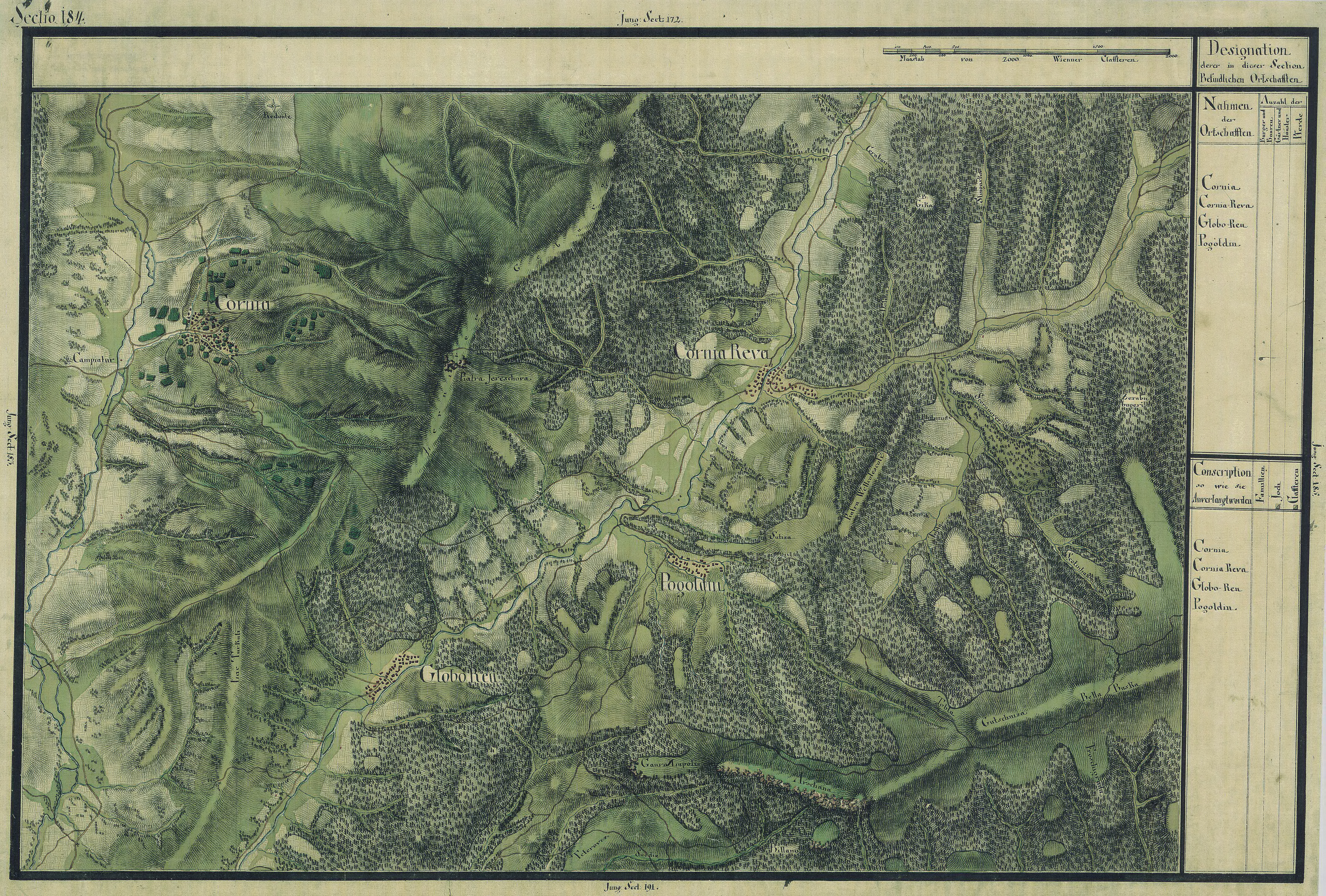
Cornea în Harta Iosefină a Banatului, 1769-72